# Helena Znojemská
Helena Znojemská (1141? – 19. červen mezi lety 1202/1206) byla manželka knížete celého Polska Kazimíra II. Spravedlivého, krakovská a sandoměřská kněžna zřejmě v letech 1161–1194, mazovská kněžna v letech 1186–1194, regentka v Krakově, Sandoměři a Mazovsku za své nezletilé syny Leška Bílého a Konráda Mazovského v letech 1194–1199/1200.

## Život

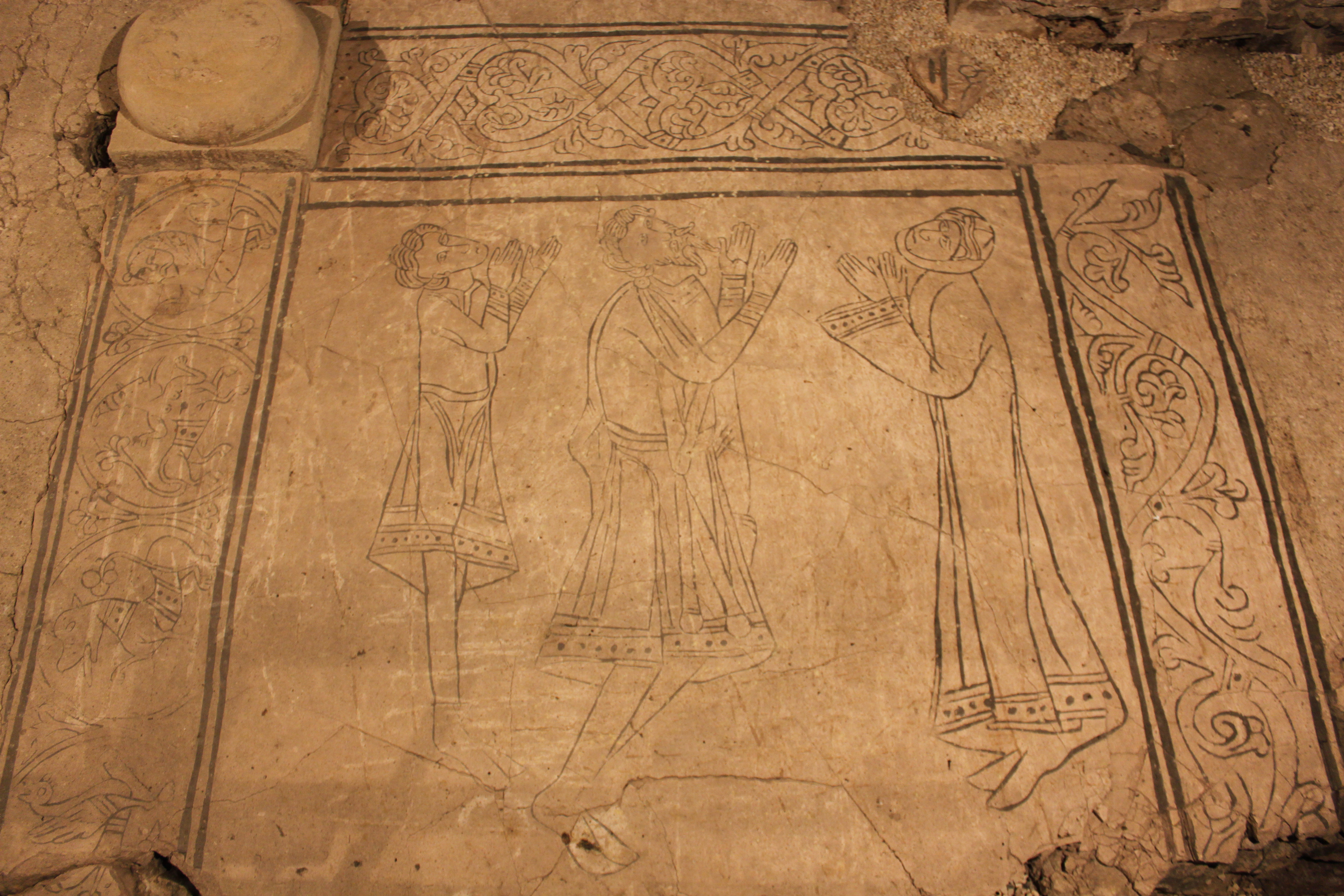
Kazimír II. s Helenou a synem Boleslavem ve Vislici

Helena byla dcerou údělného knížete Konráda II. Znojemského z rodu Přemyslovců a Marie, dcery srbského župana Uroše Bílého. Polský diplomat a historik Jan Długosz přišel s hypotézou, že Helena byla dcerou haličského knížete, z kroniky Wincenta Kadłubka ovšem jednoznačně vyplývá, že starším bratrem polské kněžny byl český kníže Konrád II. Ota. Přesné datum sňatku Heleny s nejmladším synem Boleslava Křivoústého Kazimírem II. je nejisté. Uvažuje se o rozmezí let 1160 až 1165. V manželství se narodilo sedm dětí, z toho pět synů.
Kazimír zemřel 5. května 1194, snad v důsledku srdečního selhání. Jejich dva přeživší synové však byli ještě nezletilí. Regentské vlády v Malopolsku a Mazovsku se ujala Helena spolu s krakovským biskupem Fulkem a krakovským vévodou Mikulášem. Začaly však krvavé boje mezi Kazimírovými syny a jeho starším bratrem, Měškem III. Starým, které trvaly až do roku 1198, kdy se regentka Helena s Měškem III. dohodla. Měšek měl získat Krakov, synové Kazimíra Kujavsko.
Silný politický takt a inteligenci kněžny Heleny oceňuje ve své kronice i Wincent Kadłubka, který ji jistě znal osobně. Razila vlastní mince s nápisem ALENA DVCTRIX.
Helena Znojemská zemřela mezi lety 1202 a 1206. Jan Długosz tvrdí, že žila ještě v roce 1211, což ovšem zpochybnil už O. Balzer.

## Potomci
Ze svazku Kazimíra II. a Heleny se narodilo sedm dětí:
- neznámá dcera, manžel Vsevolod IV. Kyjevský
- Kazimír († 1168)
- Boleslav (narozen po r. 1168, zm. 1182/1183)
- Odon
- Adléta († 1211)
- Lešek I. Bílý
- Konrád I. Mazovský

## Vývod z předků
| Předchůdce: Eudoxia Kyjevská | Znak z doby nástupu | Polská kněžna 1177–1194 | Znak z doby konce vlády | Nástupce: Lucie z Rujány |